# Cascade Volley Club
Cascade Volley Club är en volleybollklubb (damer) från Victoria, Seychellerna. Laget kom trea i Women's African Club Championship 2002. De har vunnit flera titlar i Seychellerna, som bl.a. SVF Cup 2017 och seychellska ligan 2019 samt flera segrar i SVF Shield (där segraren i ligan och cupen möts)